# Sainte-Fortunade
 Sainte-Fortunade  là một xã thuộc tỉnh Corrèze trong vùng Nouvelle-Aquitaine miền trung Pháp.